# Phytolacca
Phytolacca Tourn. ex L., 1753 è un genere di piante angiosperme appartenente alla famiglia delle Phytolaccaceae, comprendente circa 30 specie perenni arbustive, erbacee e arboree originarie delle regioni tropicali e subtropicali.

## Etimologia
Il nome generico deriva dal greco phyton (pianta) e dalla radice araba lakk (lacca), cioè lacca vegetale per il colore del frutto maturo che, se spremuto, secerne un succo porpora che macchia intensamente.

## Descrizione
Le specie appartenenti a questo genere presentano foglie alternate ovali-lanceolate ed appuntite all'apice. La pagina superiore è di un verde brillante, mentre quella inferiore è verde opaca con nervature prominenti, spesso colorate di rosso.
I fiori sono piccoli e senza petali ed hanno un colore generalmente bianco-verdastro. Possiedono molti stami che si presentano al termine di peduncoli (possono raggiungere i 10 cm) raggruppati in lunghi (fino anche a 15 cm) grappoli penduli e alla maturità producono bacche carnose di un colore porpora tendente al nero. Poiché il genere comprende specie sia erbacee che arboree, il fusto può raggiungere dimensioni variabili. Le radici sono fusiformi.

## Distribuzione e habitat
Queste piante sono originarie dell'America, dell'Asia orientale e della Nuova Zelanda e sono state inizialmente importate probabilmente come specie ornamentale o per le proprietà medicamentose. Oggi alcune di queste specie sono presenti nelle regioni mediterranee allo stato spontaneo e selvatico. L'habitat preferito è rappresentato da terreni incolti, campi, giardini, margini di strade e luoghi incolti in genere, sia in pianura sia in collina; preferisce terreni freschi e ricchi di humus.

## Tassonomia

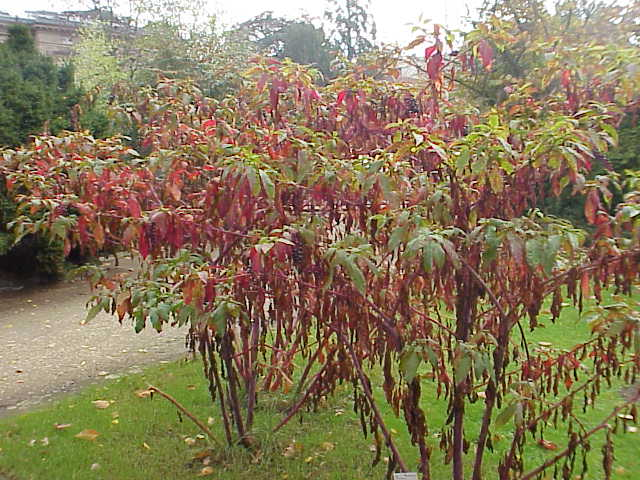
Phytolacca americana

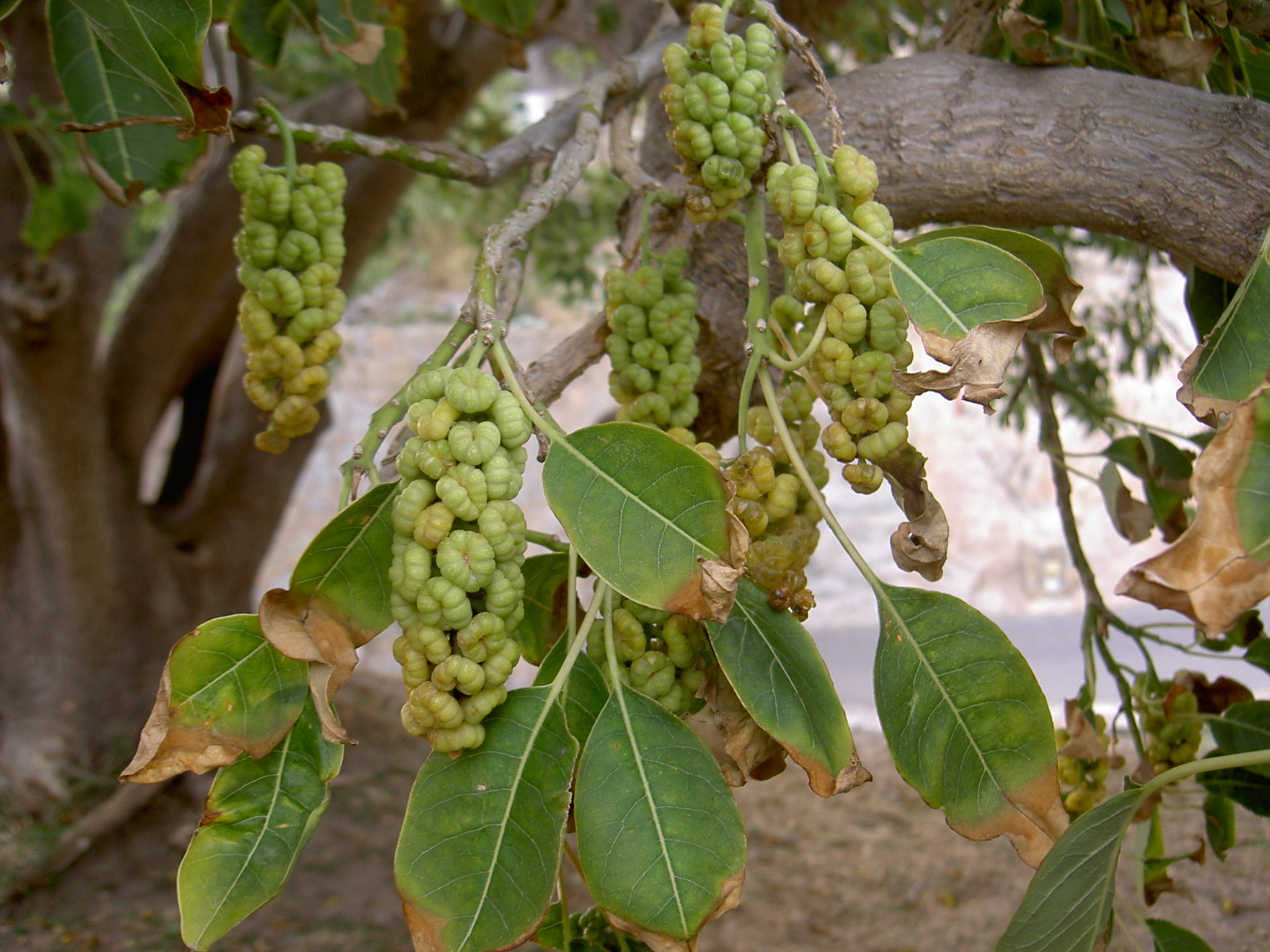
Phytolacca dioica

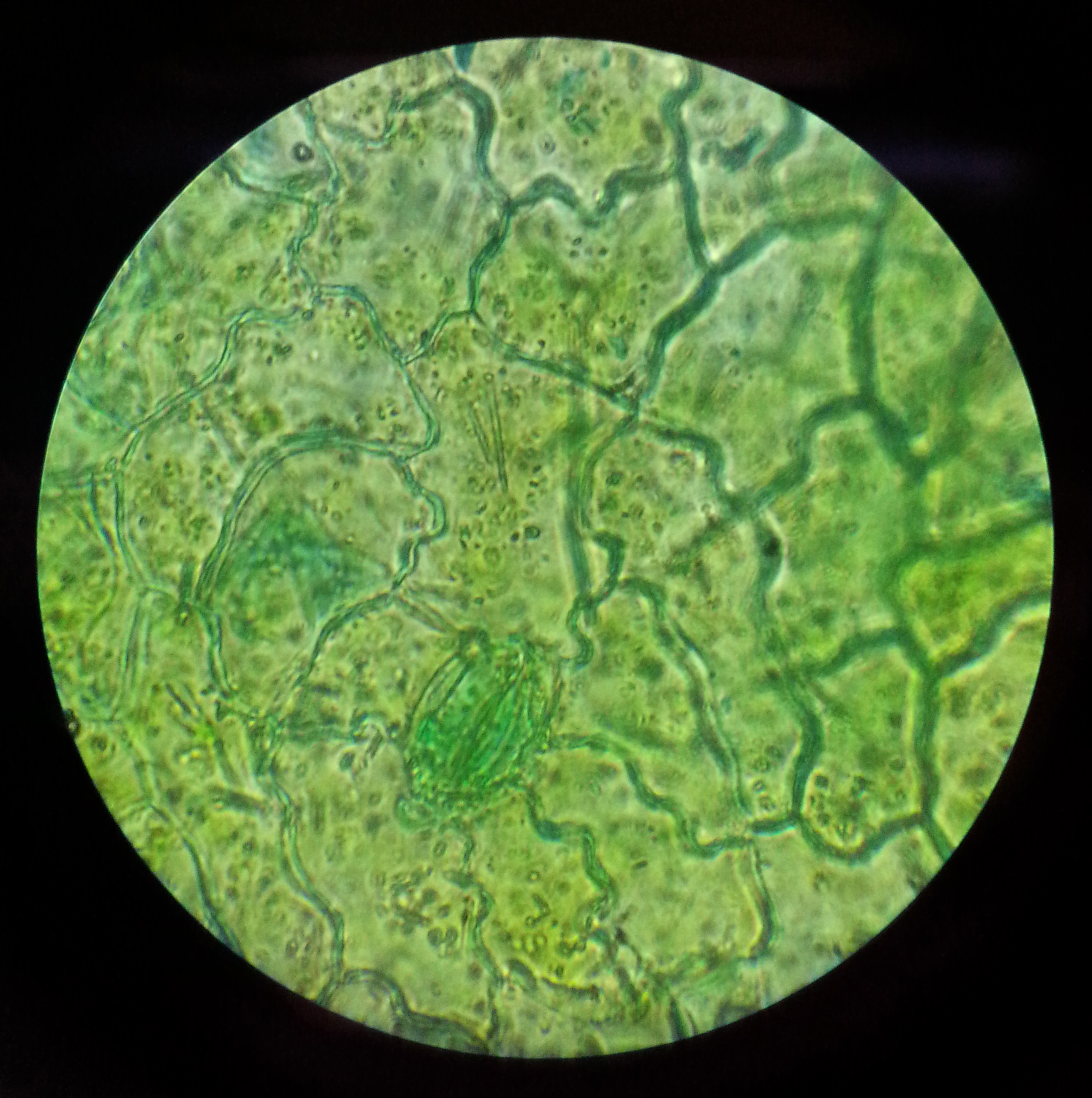
Preparato di foglia di Phytolacca visto al microscopio colorato con blu di metilene a 400x

Il genere comprende le seguenti specie:
- Phytolacca acinosa Roxb.
- Phytolacca americana L.
- Phytolacca bogotensis Kunth
- Phytolacca chilensis (Moq.) H.Walter
- Phytolacca cyclopetala H.Walter
- Phytolacca dioica L.
- Phytolacca dodecandra L'Hér.
- Phytolacca exiensis D.G.Zhang, L.Q.Huang & D.Xie
- Phytolacca goudotii Briq.
- Phytolacca heptandra Retz.
- Phytolacca heterotepala H.Walter
- Phytolacca icosandra L.
- Phytolacca insularis Nakai
- Phytolacca japonica Makino
- Phytolacca latbenia (Moq.) Maxim.
- Phytolacca meziana H.Walter
- Phytolacca octandra L.
- Phytolacca polyandra Batalin
- Phytolacca pruinosa Fenzl
- Phytolacca rivinoides Kunth & C.D.Bouché
- Phytolacca rugosa A.Braun & C.D.Bouché
- Phytolacca sandwicensis Endl.
- Phytolacca sanguinea H.Walter
- Phytolacca tetramera Hauman
- Phytolacca thyrsiflora Fenzl ex J.A.Schmidt
- Phytolacca weberbaueri H.Walter
- Phytolacca yunnanensis X.H.Li & Wen Zhou

## Tossicità
Le fitolacche contengono diversi composti tossici, tra cui saponine, la fitolaccatossina (o fitolaccina), un alcaloide presente soprattutto a livello delle radici e la fitolaccigenina nelle foglie.

### Segni clinici
- Nell'uomo: l'ingestione di piccole quantità di radici o di foglie arrossate può provocare conati o vomito dopo qualche ora. Questi sintomi possono essere seguiti da dispnea, spasmi, senso di prostrazione, tremori, diarrea acquosa profusa (spesso accompagnata da sanguinamento) e talvolta convulsioni. Se vengono ingerite dosi massicce, soprattutto con le radici, in seguito ai sintomi sopraelencati sopravvengono paralisi degli organi respiratori e altri effetti narcotici, portando alla morte la persona avvelenata.
- Nei cavalli: coliche, diarrea, paralisi respiratoria.
- Negli animali domestici: coliche, vomito, diarrea; difficoltà di deambulazione e tremori.

## Utilizzi
Sebbene queste proprietà tossiche siano conosciute da molto tempo, anche questa pianta, come altre piante velenose, viene citata in preparazioni in omeopatia. È considerata una pianta dotata di azione emetica, purgativa e depurativa a seconda della posologia. Si ritiene che la bacca e la radice essiccate abbiano proprietà antinfiammatorie ed immunostimolanti. Come decotti o unguenti era impiegata nel trattamento di psoriasi e tigna. Più frequente ed attuale risulta l'impiego della fitolacca sotto forma di gargarismi ad azione antinfiammatoria, nel trattamento delle angine e delle tonsilliti.
La bacca ed i giovani getti sono meno tossici delle altre parti, ma contengono comunque dosi di tossina possibilmente letali per neonati o altri soggetti, le indicazioni che seguono non sono consigliabili.
I giovani getti vengono consumati come asparagi (fintanto che non presentano il tipico colore rossastro, indice della presenza della sostanza tossica), mentre i germogli e le giovani foglie possono essere consumati come spinaci, ma solo dopo ripetute bolliture cambiando l'acqua.
Il succo della bacca, viene utilizzato talvolta come colorante per l'industria dolciaria e per il vino.